# 松倉城 (越中国)
松倉城（まつくらじょう）は、越中新川郡松倉村（現在の富山県魚津市）にあった日本の城（山城）。別名「金山城」または「鹿熊城」。富山県史跡。越中三大山城の一つ。とやま城郭カードNo.3。

## 構造

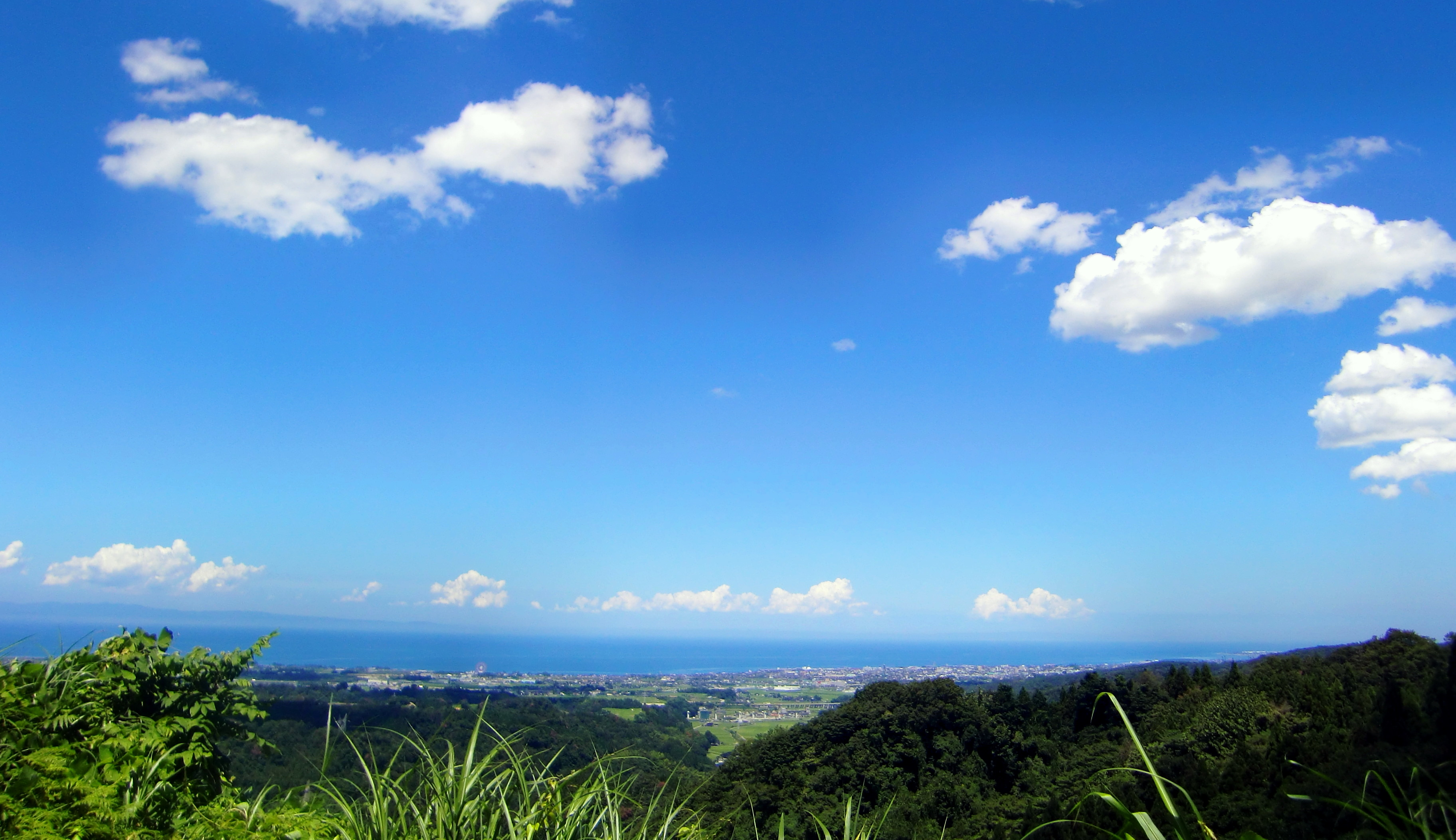
松倉城址からの眺め

松倉山（鹿熊山）の山頂（標高430.9メートル）に位置する。本丸には数百本の桜が植えられていて（富山さくらの名所50選にも指定されている）、展望も良く、新川平野一帯を一望できる。三方は断崖で、5郭を構成している。城の規模としては越中最大級である。
昭和の初めにヤマザクラ111本が植樹され、うち40本ほどが現存しており、「富山さくらの名所70選」にも選定されている。また、1995年（平成7年）には、入城の門広場が整備された。

## 歴史
1335年（建武2年）頃の築城と言われている。城主は普門俊清、桃井直常と移ったが、1370年（応安3年）の長沢の戦いの後、幕府方によって平定されたと伝えられる。
南北朝時代のあとは椎名氏の居城として、越中東部の政治・軍事の中心として栄えた。豊富な産出量を誇った松倉金山を擁していた。 椎名氏は最盛期には富山県呉東地域にまで勢力を広げていたが、1570年（永禄13年/元亀元年）、城主の椎名康胤が、宗主の上杉氏から対立する武田氏に寝返ったために上杉謙信に攻められたが百日間に渡り攻撃を防ぎ、上杉謙信は越後に引き上げた(尻垂坂の戦い参照) 。元亀3年（1572年）5月、武田信玄の西上作戦に呼応して、椎名康胤が上杉氏に対立したが、攻防戦の末に松倉城は開城した（松倉城の戦い）。
この結果、上杉氏方の拠点として河田長親が城将を務め、天正8年（1580年）10月には神保長住による攻撃を撃退している。天正10年（1582年）6月、魚津城落城直後に松倉城も織田信長方の手に落ちたが、本能寺の変後の混乱によってすぐに上杉氏方に復帰した。
その後、天正11年（1583年）に城将須田満親は佐々成政に開城し信濃の海津城に転出した。また成政も富山の役で前田・上杉軍に挟撃されたうえ秀吉の大軍の前に降伏、天正15年（1587年）に肥後移封されたが一揆が発生し没落した。
文禄4年（1595年）には前田利長に新川郡が加増され、土肥氏・舟見氏らの上杉家の越中衆から郡内の諸城を受け取る。 前田氏は麓の鹿熊にあった城下町を魚津へ移す。松倉城は慶長年間に廃城となったと言われている。

## 遺構・復元施設
- 城址碑と案内板 - 巨石に「松倉城址」石板を填めた址碑。隣に場内案内。
- 「松倉城主之碑」 - 天守入口付近にあり、桃井氏から須田満親まで歴代城主の顕彰碑。
- 本丸跡 - 「松倉城本丸跡より富山方面を望む」写真パネル台。富山市方面が遠望できる。
- 「松倉城跡地形模型」 - 水平に置かれた立体図に松倉城跡の全景が配置。1/1000の縮尺。
- 「松倉城跡の構造」絵図 - 発掘調査の様子を写した写真も掲載[9]。
- 平ノ峰（のろし台） - 丸太を等間隔に敷いた山道が狼煙台へ続いている。
- 水飲場跡
- 八幡堂社殿 - 本丸跡南の曲輪にある祠。
- 古道 - 旧城下町と本丸を結ぶ古道。2020年に0.6kmを遊歩道として整備した[10]。

### 近隣施設など
- 石の門砦 - 城下町があったとされる鹿熊集落の入口にある門。魚津市指定史跡。松倉支城群の中で唯一現存する石垣。
- 「松倉城とその支城群」案内 - 角川ダム側の登城口にある。魚津市イメージキャラクター「ミラたん」により写真とイラストで紹介。
- 松倉金山 - 椎名氏の資金源として採掘された金山。椎名氏は謙信に助勢を求め、1570～1595年頃まで上杉家が支配、運上金を春日山へ送る[11]。江戸時代初期には加賀藩が経営した越中七金山の一つとされ、坑道跡などを残しているが、危険な状態であるため、立ち入りが禁止されている[12]。

## 支城
松倉城はいくつかの支城をもっていて、魚津市山間部一帯に山城群を形成していた。尚、支城名は以下に記述する。近くに松倉金山があった。
- 魚津城
- 水尾城
- 北山城（金山城）
- 小菅沼城
- 升方城（升形山城[13]）
- 坪野城
- 天神山城

## イベント
5月下旬には、この地及び升方城跡、北山城跡で「戦国のろし祭り」というイベントが開催される。

## 交通
- あいの風とやま鉄道魚津駅・富山地方鉄道新魚津駅（北陸新幹線・黒部宇奈月温泉駅乗り換え）から自動車で約25分[14]
- 市民バス・松倉ルート「鹿熊小学校前」下車
- 北陸自動車道・滑川ICから約20分
- 同上・魚津ICから約25分
  - 城址駐車場あり